# Wixom
Wixom – miasto w Stanach Zjednoczonych, w stanie Michigan, w hrabstwie Oakland.